# 川尻バイパス
- 日本の道路 > 一般国道 > 国道3号 > 川尻バイパス
- 日本の道路 > 一般国道 > 国道57号 > 川尻バイパス
- 日本の道路 > 一般国道 > 国道218号 > 川尻バイパス
- 日本の道路 > 一般国道 > 国道219号 > 川尻バイパス

川尻バイパス（かわしりバイパス）は、熊本県熊本市南区南高江5丁目から宇土市新松原町を走る国道3号のバイパス道路である。国道57号・国道218号・国道219号が重複している。

## 概要
- 熊本市南部や富合町、宇土市の交通混雑の緩和や交通安全性の向上
- 国道3号松橋バイパスと一体となって、連携機能の向上を目指す路線

熊本市南区南高江から熊本市南区富合町杉島までは、バイパス区間であり、熊本市南区富合町杉島から宇土市新松原町までは、現道拡幅区間である。かつては一部が片側1車線であった（2005年までに片側2車線化）。

## 周辺情報
- 熊本市南区役所（旧・富合町役場）
  - 南区役所南部出張所
- 大慈禅寺
- JR九州
  - 鹿児島本線富合駅 - 宇土駅
  - 九州新幹線部熊本総合車両所
- 熊本市消防局南消防署富合出張所

## 交差する道路
| 交差する道路                                                   | 交差する場所                           | 門司から (km)             | 自治体名   |
| -------------------------------------------------------------- | -------------------------------------- | ------------------------- | ---------- |
| 国道3号（熊本市中心方面）                                      | 国道3号（熊本市中心方面）              | 国道3号（熊本市中心方面） | 熊本市南区 |
| 県道297号川尻宇土線（旧・国道3号）                             | 南高江5丁目 みなみたかえ5ちょうめ      | 194.7                     | 熊本市南区 |
| 県道236号神水川尻線                                            | 天明新川橋 てんめいしんかわばし        | 195.4                     | 熊本市南区 |
| 県道50号熊本嘉島線（旧・国道3号） ※県道297号川尻宇土線併用区間 | 杉島 すぎしま                          | 197.7                     | 熊本市南区 |
| 県道242号走潟廻江線                                            | ※緑川橋（橋桁下で交差） みどりがわばし | -                         | 熊本市南区 |
| 県道297号川尻宇土線（旧・国道3号） / 県道241号千町廻江線       | 小岩瀬 こいわせ                        | 198.2                     | 熊本市南区 |
| 県道38号宇土甲佐線                                             | 南田尻 みなみたのしり                  | 201.2                     | 熊本市南区 |
| 国道57号（三角方面） / 国道3号松橋バイパス                     | 松原 まつばら                          | 202                       | 宇土市     |
| 県道14号八代鏡宇土線 旧・国道3号宇土バイパス                   |                                        |                           | 宇土市     |